# Jorinde van Klinken
Jorinde van Klinken (* 2. Februar 2000 in Assen) ist eine niederländische Leichtathletin, die im Kugelstoßen sowie im Diskuswurf an den Start geht. 2024 wurde sie in beiden Disziplinen Vizeeuropameisterin.

## Sportliche Laufbahn
Erste internationale Erfahrungen sammelte Jorinde van Klinken im Jahr 2016, als sie bei den U20-Weltmeisterschaften in Bydgoszcz im Kugelstoßen mit einer Weite von 14,31 m in der Qualifikation ausschied und im Diskuswurf mit 49,15 m Rang zehn belegte. Im Jahr darauf gewann sie bei den U20-Europameisterschaften in Grosseto mit 16,89 m die Silbermedaille im Kugelstoßen und erreichte im Diskusbewerb mit 51,53 m Rang sechs. 2018 gewann sie bei den U20-Weltmeisterschaften in Tampere mit 17,05 m die Bronzemedaille im Kugelstoßen und wurde mit dem Diskus mit 50,61 m Siebte. Im Diskuswurf gelang es ihr, sich für die Europameisterschaften in Berlin zu qualifizieren, erreichte dort mit 54,33 m aber nicht das Finale. 2019 siegte sie dann bei den U20-Europameisterschaften im schwedischen Borås mit 17,39 m und schied mit dem Diskus mit 47,67 m in der Qualifikation aus. Anschließend nahm sie im Diskuswurf an den Weltmeisterschaften in Doha teil und schied dort mit 58,58 m ebenfalls in der Qualifikation aus. 2020 begann sie ein Studium an der Arizona State University und konzentriert sich seitdem vermehrt auf den Diskuswurf. So siegte sie im Mai 2021 beim USATF Throws Fest mit einer Weite von 70,22 m und pulverisierte damit den niederländischen Landesrekord und ist erst die zweite Europäerin, die nach der Jahrtausendwende über 70 m warf. Anschließend gewann sie bei den NCAA-Meisterschaften mit 65,01 m den Titel und siegte im Juli mit 63,02 m auch bei den U23-Europameisterschaften in Tallinn und belegte dort im Kugelstoßen mit 16,91 m den vierten Platz. Daraufhin startete sie im Diskuswurf bei den Olympischen Spielen in Tokio, bei denen sie mit 61,15 m aber den Finaleinzug verpasste.
2022 wurde sie NCAA-Hallenmeisterin im Kugelstoßen und siegte im Freien im Diskuswurf. Im Juli schied sie bei den Weltmeisterschaften in Eugene mit 18,19 m in der Qualifikationsrunde im Kugelstoßen aus und belegte im Diskuswurf mit 64,97 m im Finale Rang vier. Anschließend gewann sie bei den Europameisterschaften in München mit 18,94 m die Bronzemedaille im Kugelstoßen hinter ihrer Landsfrau Jessica Schilder und Auriol Dongmo aus Portugal. Zudem wurde sie im Diskusbewerb mit 64,43 m Vierte. Im Jahr darauf wurde sie NCAA-Meisterin im Diskuswurf und im Juni siegte sie mit 66,77 m bei den Bislett Games in Oslo und wurde bei der Bauhaus-Galan mit 62,96 m Zweite. Im August belegte sie bei den Weltmeisterschaften in Budapest mit 67,20 m im Finale den vierten Platz im Diskusbewerb und gelangte im Kugelstoßen mit 19,05 m im Finale auf Rang neun. 2024 wurde sie bei den Hallenweltmeisterschaften in Glasgow mit 16,88 m auf den 16. Platz im Kugelstoßen. Im Juni gewann sie bei den Europameisterschaften in Rom mit 18,67 m die Silbermedaille im Kugelstoßen hinter ihrer Landsfrau Jessica Schilder und im Diskusbewerb musste sie sich mit 65,99 m nur der Kroatin Sandra Elkasević geschlagen geben. Im August belegte sie bei den Olympischen Sommerspielen in Paris mit 63,35 m im Finale den siebten Platz und verpasste im Kugelstoßen mit 16,35 m den Finaleinzug.
2025 erreichte sie bei den Halleneuropameisterschaften in Apeldoorn das Finale im Kugelstoßen und belegte dort mit 18,41 m den achten Platz und kurz darauf wurde sie bei den Hallenweltmeisterschaften in Nanjing mit 17,72 m Zwölfte.
In den Jahren 2020 und 2021 sowie 2023 und 2024 wurde van Klinken niederländische Meisterin im Diskuswurf. Zudem wurde sie 2019 Hallenmeisterin im Kugelstoßen.

## Persönliche Bestleistungen
- Kugelstoßen: 19,57 m, 11. Februar 2023 in Albuquerque
- Diskuswurf: 70,22 m, 22. Mai 2021 in Tucson (niederländischer Rekord)